# Chasson Randle
Chasson Randle (ur. 5 lutego 1993 w Rock Island) – amerykański koszykarz, występujący na pozycjach rozgrywającego oraz rzucającego obrońcy.
10 stycznia 2017 podpisał 10-dniową umowę z zespołem Philadelphia 76ers, następnie 20 stycznia kolejną. 10 lutego został przypisany do zespołu D-League – Delaware 87ers. Kolejnego dnia 76ers powołali go ponownie. 23 lutego został zwolniony przez klub z Filadelfii. 27 lutego 2017 podpisał umowę z New York Knicks do końca sezonu.
7 października 2017 został zawodnikiem hiszpańskiego Realu Madryt.
20 września 2018 dołączył do obozu szkoleniowego Washington Wizards. 14 października został zwolniony. 30 października podpisał umowę do końca sezonu z zespołem ze stolicy USA. 12 listopada opuścił klub. 18 grudnia podpisał kolejną umowę z Wizards, tym razem do końca sezonu.
3 marca 2020 zawarł 10-dniowy kontrakt z Golden State Warriors.
15 lutego 2021 podpisał umowę z Orlando Magic na występy zarówno w NBA, jak i zespole G-League – Lakeland Magic.

## Osiągnięcia
Stan na 24 września 2021, na podstawie, o ile nie zaznaczono inaczej.
NCAA
- Uczestnik rozgrywek Sweet Sixteen turnieju NCAA (2014)
- Mistrz turnieju National Invitation Tournament (NIT – 2015)
- Most Outstanding Player (MOP=MVP) turnieju NIT (2015)
- MVP turnieju National Invitation (2015)[17]
- Zaliczony do:
  - I składu:
    - Academic All-American (2015)
    - Pac-12 (2014, 2015)
    - pierwszoroczniaków Pac-12 (2012)
    - turnieju:
      - Pac-12 (2014)
      - National Invitation (2015)
      - Coaches vs. Classic (2015)

  - II składu All-Academic Pac-12 (2013, 2014)
  - Honorable Mention All-American (2015 przez Associated Press)

Drużynowe
- Mistrz:
  - Euroligi (2018)
  - Hiszpanii (2018)
  - G-League (2021)
  - Czech (2016)
- Finalista pucharu Hiszpanii (2018)
- 3. miejsce w superpucharze Hiszpanii (2017)

Reprezentacja
- Mistrz:
  - świata U–17 (2010)
  - Ameryki U–16 (2009)